# Rudolf VII (margrabia Badenii)
Rudolf VII (zm. 13 stycznia 1391 r.) – margrabia Badenii od 1372 r. z rodu Zähringen (wraz z bratem Bernardem I).

## Życiorys
Rudolf był najstarszym synem margrabiego Badenii Rudolfa VI i Matyldy, córki Jana III Ślepego, hrabiego Sponheim-Starkenburg. W 1372 r. wraz z młodszym bratem Bernardem I odziedziczył Badenię. Początkowo rządzili wspólnie, podziału ojcowizny dokonali dopiero w 1388 r. Drogą zakupu powiększał rozmiar księstwa. Brał też udział w konfliktach zbrojnych: po stronie hrabiego Wirtembergii Eberharda II uczestniczył w bitwie pod Döffingen w 1388 r., a następnie wspierał palatyna reńskiego Ruprechta I przeciwko Strasburgowi.
Po bezpotomnej śmierci Rudolfa, jego ziemie przypadły jego bratu Bernardowi.